# Преобразования графиков функций
[Элементарные] преобразования графиков функций — термин, используемый в школьной программе для обозначения линейных преобразований функции или её аргумента вида {\displaystyle y=\alpha f(\gamma x+\delta )+\beta }. Применяется также для обозначений операций с использованием модуля.
| Общий вид функции          | Преобразования |
| -------------------------- | --- |
| {\displaystyle y=f(x+a)}   | Параллельный перенос графика вдоль оси абсцисс на {\displaystyle \|a\|} единиц - вправо, если {\displaystyle a<0}; - влево, если {\displaystyle a>0}.                                             |
| {\displaystyle y=f(x)+a}   | Параллельный перенос графика вдоль оси ординат на {\displaystyle \|a\|} единиц - вверх, если {\displaystyle a>0}, - вниз, если {\displaystyle a<0}.                                               |
| {\displaystyle y=f(-x)}    | Симметричное отражение графика относительно оси ординат. |
| {\displaystyle y=-f(x)}    | Симметричное отражение графика относительно оси абсцисс. |
| {\displaystyle y=f(kx)}    | - При {\displaystyle k>1} — сжатие графика к оси ординат в {\displaystyle k} раз, - при {\displaystyle 0<k<1} — растяжение графика от оси ординат в {\displaystyle 1/k} раз.                      |
| {\displaystyle y=kf(x)}    | - При {\displaystyle k>1} — растяжение графика от оси абсцисс в {\displaystyle k} раз, - при {\displaystyle 0<k<1} — сжатие графика к оси абсцисс в {\displaystyle 1/k} раз.                      |
| {\displaystyle y=\|f(x)\|} | - Верхняя часть графика ({\displaystyle f(x)\geqslant 0}) остаётся без изменений, - нижняя часть графика ({\displaystyle f(x)<0}) симметрично отражается относительно оси абсцисс.                |
| {\displaystyle y=f(\|x\|)} | - Правая часть графика ({\displaystyle x\geqslant 0}) остаётся без изменений, - вместо левой части графика ({\displaystyle x<0}) берётся правая, симметрично отражённая относительно оси ординат. |

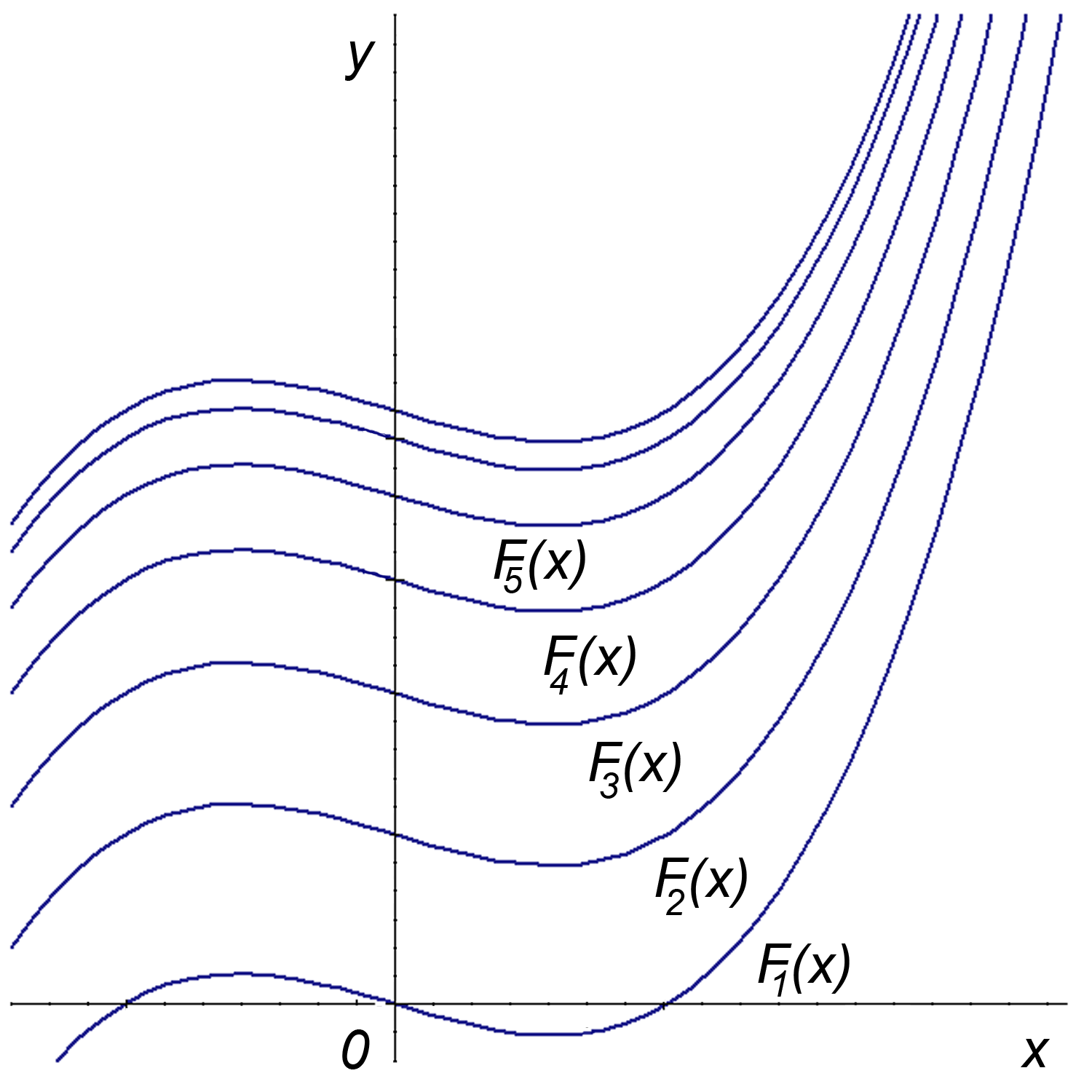
Графики функций,смещенные вверх параллельным переносом f(x) = 3x^{2} − 2. Все они расположены друг за другом.

Симметричное отображение

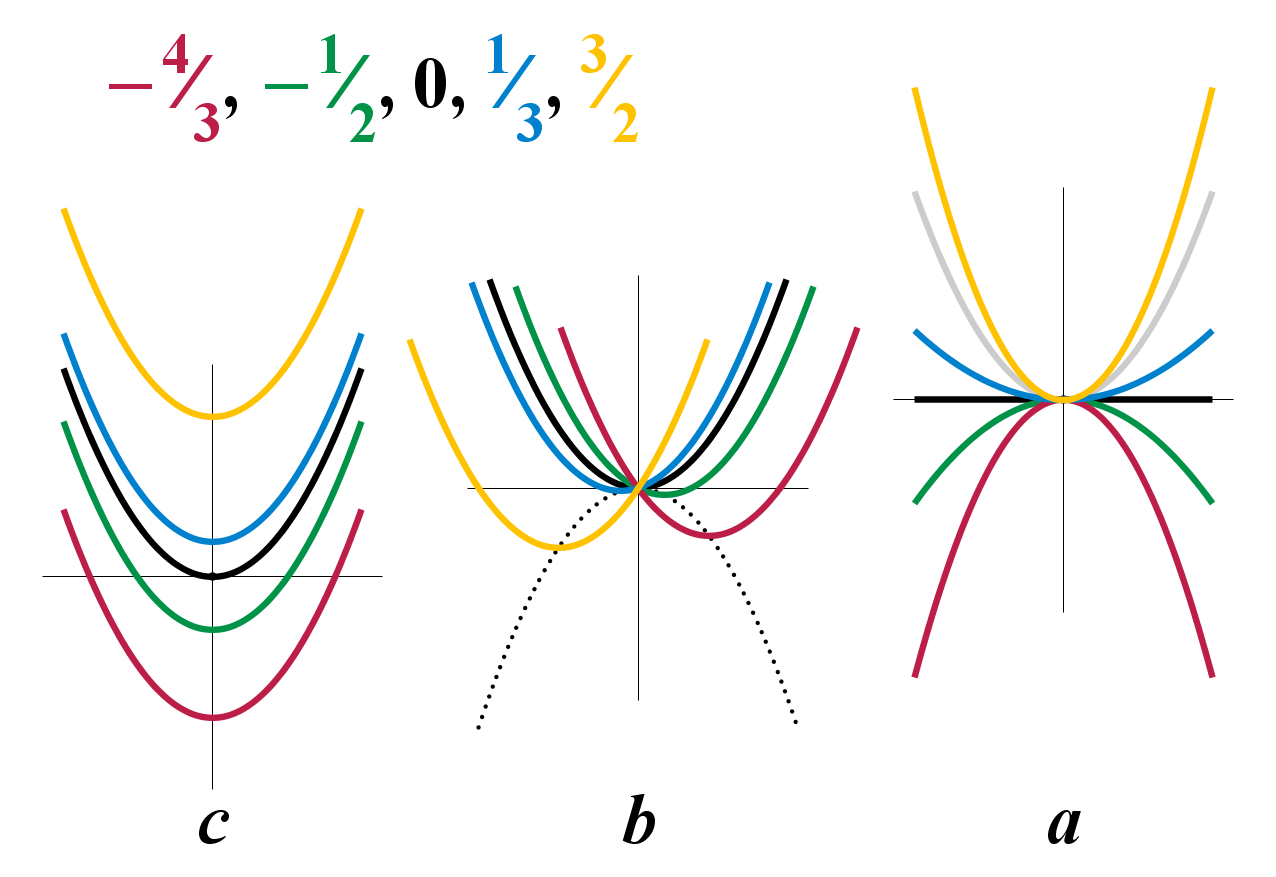
Влияние коэффициентов, и на параболу